# (8355) Масуо
(8355) Масуо (лат. Masuo) — астероид, относящийся к группе астероидов, пересекающих орбиту Марса. Он был открыт 5 сентября 1989 года американским астрономом Элеанор Хелин в Паломарской обсерватории и назван в честь японского астронома Масуо Танака.

Орбита астероида Масуо и его положение в Солнечной системе